# Sainte-Même
Sainte-Même ist eine französische Gemeinde mit 225 Einwohnern (Stand: 1. Januar 2022) im Département Charente-Maritime in der Region Nouvelle-Aquitaine (vor 2016: Poitou-Charentes); sie gehört zum Arrondissement Saint-Jean-d’Angély und zum Kanton Chaniers. Die Einwohner werden Sainte-Mêmeux und Sainte-Mêmeuses genannt.

## Geographie
Sainte-Même liegt etwa 60 Kilometer südöstlich von La Rochelle. Umgeben wird Sainte-Même von den Nachbargemeinden Fontenet im Norden, Aumagne im Osten, Authon-Ébéon im Südosten und Süden, Nantillé im Süden und Westen sowie Asnières-la-Giraud im Westen und Nordwesten.

## Bevölkerungsentwicklung
| Jahr                       | 1962 | 1968 | 1975 | 1982 | 1990 | 1999 | 2008 | 2019 |
| Einwohner                  | 275  | 246  | 252  | 197  | 183  | 163  | 230  | 243  |
| Quellen: Cassini und INSEE |      |      |      |      |      |      |      |      |

## Sehenswürdigkeiten

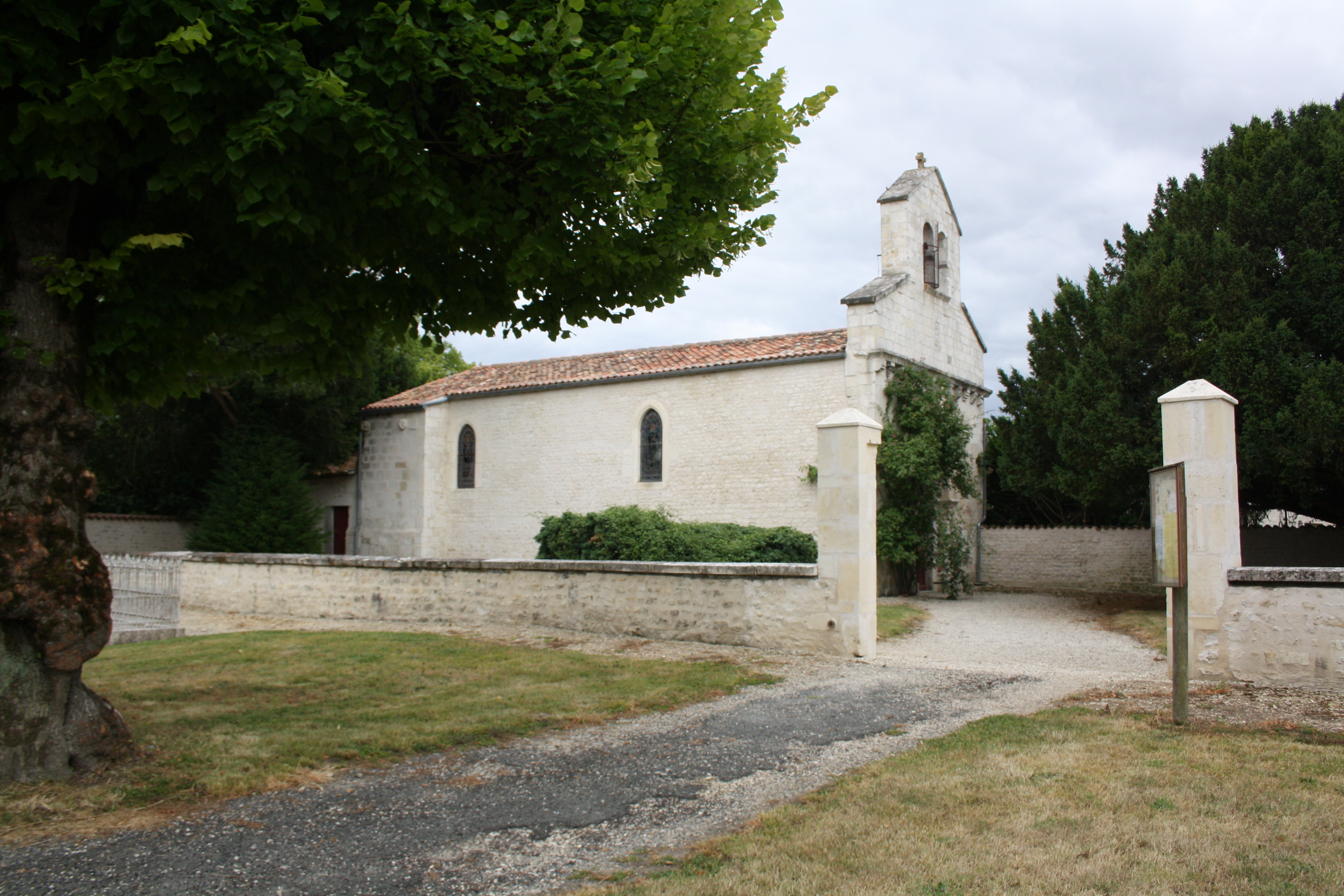
Kirche Saint-Laurent

- Kirche Saint-Laurent